# セントラル・ターミナル駅
セントラル・ターミナル駅（セントラル・ターミナルえき、英語: Central Terminal Station）は、フィリピン・マニラ首都圏のマニラ市の中心地区の一つであるエルミタ地区にあるマニラLRT1号線の駅。タフト通り (Taft Avenue) と、アロゼローズ通り (Arroceros Street)の交差点付近にある。

## 駅構造
相対式ホーム2面2線を有する高架駅である。

## 駅周辺
- 買い物
  - SM City マニラ店舗
- 学校
  - Colegio de San Juan de Letran
  - Philippine Normal University
  - Mapúa Institute of Technology
  - Lyceum of the Philippines University
  - マニラ市立大学 (タガログ語：Pamantasan ng Lungsod ng Maynila)
- 政府ビル
  - マニラメトロポリタン劇場 (英語：Manila Metropolitan Theater)
  - マニラ市役所
  - マニラ中央郵便局
  - フィリピン国立博物館